# Tramwaje w Strausbergu

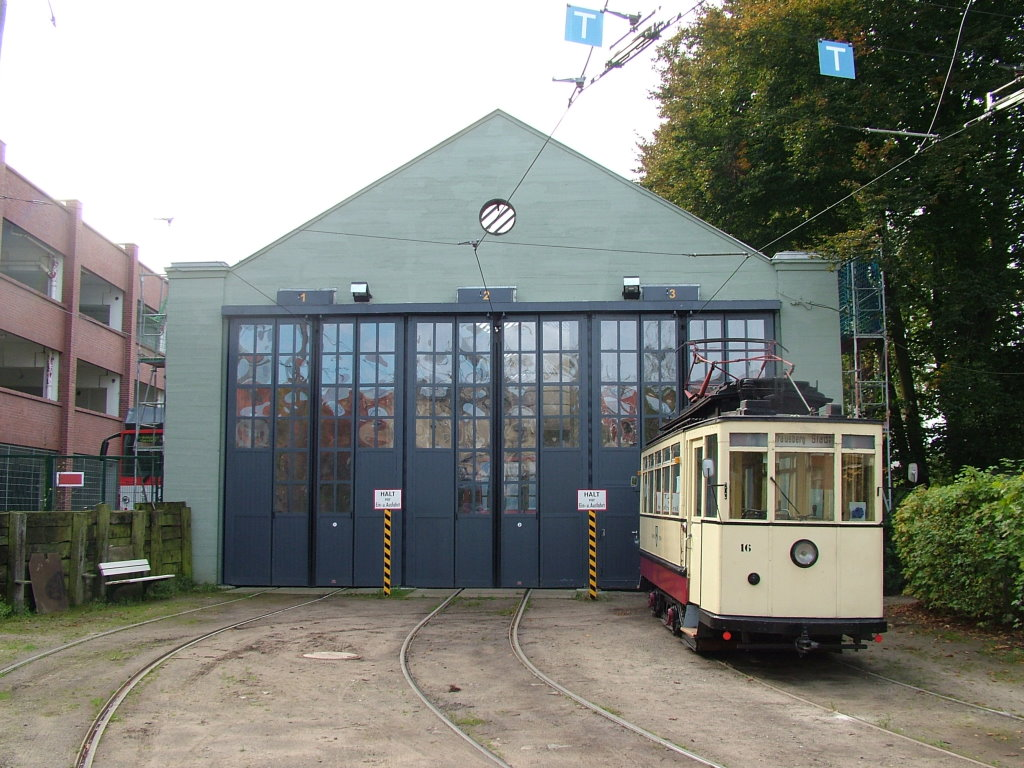
Zajezdnia tramwajowa

Tramwaje w Strausbergu – system tramwajowy działający w niemieckim mieście Strausberg, oddalonym o około 30 km od Berlina.

## Historia
Obecna trasa tramwajowa powstała w 1893 r. jako lokalna linia kolejowa o szerokości toru 1435 mm. Na początku prowadzono linią tylko ruch towarowy za pomocą małych dwuosiowych parowozów, które były obsługiwane z lokomotywowni położonej w pobliżu dworca Strausberg Stadt. W 1921 przedłużono linę kolejową z obecnego przystanku Hegermühle do obecnej końcówki Lustgarten. Wtedy też zelektryfikowano linię i zaczęły kursować tramwaje, zmieniono również nazwę spółki ze Strausberger Kleinbahn na obecną Strausberger Eisenbahn. Linia tramwajowa w 1926 r. została wydłużona z Lustgarten do Provinzialanstalt. Odcinek ten zamknięto w 1970 r. W 1945 r. miasto posiadało 95% udziałów w spółce Strausberger Eisenbahn. Dzięki funkcjonowaniu złomowiska oraz koszarów wojsk ZSRR wokół miasta ruch towarowy na linii tramwajowej przetrwał do 1990 r. Po wyprowadzce wojsk radzieckich ruch towarowy znacznie zmalał i sporadycznie występował do 2005 r. Po przebudowie układu torowego przez DB Netz linia tramwajowa została odcięta od sieci kolejowej.

## Linia
Linia tramwajowa łączy dworzec kolejowy Strausberg z końcówką Lustgarten. W dni robocze tramwaje kursują co 20 min, a od 2013 r. trasa obsługiwana jest dwoma wagonami Bombardier Flexity Berlin. W systemie VBB (Verkehrsverbund Berlin-Brandenburg) linia jest oznaczona numerem 89.

## Tabor
W Strausbergu eksploatowane są 4 wagony liniowe:
Stan na 19 lutego 2018 r.:
| Zdjęcie        | Typ                       | Eksploatacja od | Opis | Liczba |
| -------------- | ------------------------- | --------------- | --- | ------ |
|                | Bombardier Flexity Berlin | 2013            | 2 sztuki zakupione w 2013 r. Od tego czasu obsługują na stałe linie. | 2      |
|                | Tatra KT8D5R.N2S          | 2001            | W 1995 r. zakupiono trzy wagony z Koszyc. Dwa pozostałe wagony zostały sprzedane do Pragi. Tramwaj nr 22 wyprodukowano w 1989 r., a w 2014 r. zmodernizowano poprzez wstawienie członu niskopodłogowego. | 1      |
|                | Tatra T6C5                | 2008            | Tramwaj wyprodukowany dla Nowego Orleanu; zakupiony przez Strausberg w 2003 r. Oznaczony jest numerem 30.                                                                                                | 1      |
| Łączna liczba: | Łączna liczba:            | Łączna liczba:  | Łączna liczba: | 4      |

Spółka posiada także 2 wagony historyczne:
- Reko TZ nr 69
- Weyer/SSW nr 16

Pod koniec października 2010 na linii był testowany tramwaj Bombardier Flexity Berlin z Berlina o nr 4001.